# أحمد الاندرابي
أحمد الاندرابي (ت. 470 هـ / 1077 م) هو مقرئ، نسبته إلى اندراب (قرية في ولاية بغلان بأفغانستان).
هو أبو عبد الله أحمد بن أبي عمر الاندرابي، المعروف بأحمد الزاهد. سمع الحديث، وأكثر سماعه. من آثاره: «قراءات القراء المعروفين بروايات الرواة المشهورين».